# Lampetis doncherii
Lampetis doncherii es una especie de escarabajo del género Lampetis, familia Buprestidae. Fue descrita científicamente por Gory en 1840.